# ویلیام آدامز (بازیکن فوتبال)
ویلیام آدامز (انگلیسی: William Edward Adams) یک بازیکن فوتبال در پست مدافع اهل انگلستان است.
از باشگاه‌هایی که در آن بازی کرده‌است می‌توان به باشگاه فوتبال والسال و باشگاه فوتبال وست برومویچ آلبیون اشاره کرد.